# معلم انگلیسی (فیلم)
معلم انگلیسی (انگلیسی: The English Teacher) فیلمی در ژانر کمدی-درام است که در سال ۲۰۱۳ منتشر شد.

## بازیگران
- جولیان مور
- لی‌لی کالینز
- مایکل آنگارانو
- ناتان لین
- گرگ کینر
- جسیکا هکت
- نیکی بلونسکی
- فیونا شو